# Conseil de l'oblast de Kirovohrad
8e
Le Conseil de l'oblast de Kirovohrad est une assemblée élue de l'oblast de Kirovohrad. Elle possède 64 membres. Elle ne possède pas d'initiative législative. La durée de chaque législature est de cinq ans.

## Composition
| Législature | Élection        | Composition | Composition                                                                                      | Président                |
| ----------- | --------------- | ----------- | ------------------------------------------------------------------------------------------------ | ------------------------ |
| 7e          | 25 octobre 2015 |             | Composition : - BBP (14) - VOB (14) - OB (13) - RPOL (6) - UKROP (5) - OS (4) - VOS (4) - NK (4) | Oleksandr Chornoivanenko |
| 8e          | 25 octobre 2020 |             | Composition : - VOB (15) - SN (14) - OP (11) - ZM (en) (5) - P (5) - RPOL (5)                    | Serhiy Shulha            |